# Pet-en-l'air
Le pet-en-l'air est une pièce du vêtement féminin du XVIIIe siècle qui se situe entre la veste et la robe à la française. Généralement tombant sur les hanches et pourvu de plis Watteau très amples et soumis aux caprices du vent.

Pet-en-l'air de 1770 au Metropolitan Museum.

## Exemple
- Pet-en-l'air à plis Watteau ou à la Française, 1775-1785.